# 真昼の衝動
『真昼の衝動』（まひるのしょうどう、The Happening）は、1967年に公開されたアメリカ合衆国の映画。引退したマフィアのボスを誘拐し、身代金を要求する4人のヒッピーを描くコメディ作品。監督はエリオット・シルヴァースタイン。出演はアンソニー・クインなど。フェイ・ダナウェイは本作が映画デビューとなった。

## キャスト
| 役名               | 俳優                           | 日本語吹替                    |
| 役名               | 俳優                           | テレビ朝日版                  |
| ------------------ | ------------------------------ | ----------------------------- |
| ロック・デルモニコ | アンソニー・クイン             | 小松方正                      |
| トーラス           | ジョージ・マハリス             | 内海賢二                      |
| シュアー・ショット | マイケル・パークス             | 野沢那智                      |
| サンディ           | フェイ・ダナウェイ             | 鈴木弘子                      |
| モニカ             | マーサ・ハイヤー               | 小原乃梨子                    |
| ハービー           | ロバート・ウォーカー・Jr       | 古谷徹                        |
| フレッド           | ミルトン・バール               | 大塚周夫                      |
| サム               | オスカー・ホモルカ             | 雨森雅司                      |
| 検査官             | ジャック・クルーシェン         |                               |
| 白バイ隊員(1)      | ユージン・ロッシュ             |                               |
| 白バイ隊員(2)      | ルーク・アスキュー             |                               |
| アーノルド         | ジェームズ・ランドルフ・クール |                               |
| 不明 その他        |                                | 大木民夫 清川元夢             |
|                    |                                |                               |
| 演出               | 演出                           | 春日正伸                      |
| 翻訳               | 翻訳                           | 飯嶋永昭                      |
| 効果               | 効果                           | 赤塚不二夫                    |
| 調整               | 調整                           | 山田太平                      |
| 制作               | 制作                           | 東北新社                      |
| 解説               | 解説                           | 淀川長治                      |
| 初回放送           | 初回放送                       | 1977年9月4日 『日曜洋画劇場』 |

## スタッフ
- 監督：エリオット・シルヴァースタイン
- 製作：ジャド・キンバーグ、サム・スピーゲル（ノンクレジット）
- 原作：ジェームズ・D・ブキャナン、ロナルド・オースティン
- 脚本：フランク・R・ピアソン、ジェームズ・D・ブキャナン、ロナルド・オースティン
- 撮影：フィリップ・H・ラスロップ
- 編集：フィリップ・W・アンダーソン
- 音楽：デ・ヴォール